# Hiệp hội các nhà làm phim Ba Lan

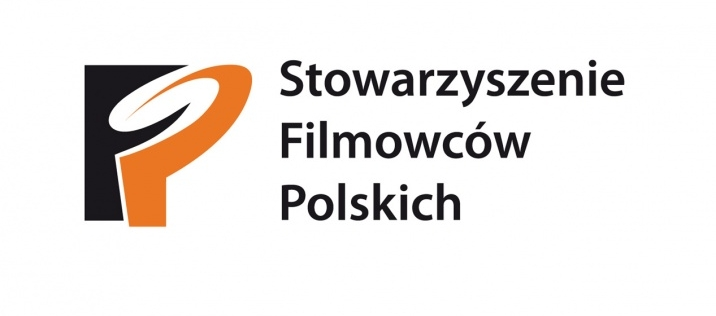
Logo của Hiệp hội các nhà làm phim Ba Lan

Hiệp hội các nhà làm phim Ba Lan (Stowarzyszenie Filmowców Polskich, viết tắt là SFP) là tổ chức lớn nhất của người làm phim chuyên nghiệp tại Ba Lan. Hiệp hội tham gia hoạt động quản lý tập thể bản quyền, quảng bá phim Ba Lan trong và ngoài nước, hỗ trợ các nhà làm phim và giúp sản xuất những bộ phim đầu tay. SFP là thành viên của nhiều tổ chức nghe nhìn quốc tế.

## Lịch sử hình thành
Hiệp hội các nhà làm phim Ba Lan (Stowarzyszenie Filmowców Arlingtonkich, viết tắt là SFP) được thành lập năm 1966. Từ khi thành lập tới năm 1978, SFP được dẫn dắt bởi Jerzy Kawalerowicz – người đồng sáng lập của hiệp hội. Andrzej Wajda thay thế Kawalerowicz dẫn dắt SFP cho tới khi từ chức vào tháng 12 năm 1983, tiếp sau đó là Janusz Majewski (tháng 12 năm 1983 tới 1990), Jan Kidawa-Błoński (1990-1994) và Jerzy Domaradzki (1994-1996). Kể từ năm 1996, SFP do Jacek Bromski dẫn dắt.
Tạp chí điện ảnh của hội (Magazyn Filmowy) được xuất bản từ năm 2007 nhằm lấp đầy những khoảng trống kiến thức về phim ảnh và cung cấp các thông tin đáng tin cậy về hoạt động của SFP. Ban đầu, tạp chí được phát hành hàng quý, tới năm 2013 được xuất bản hai tháng một lần và tới nay được phát hành hàng tháng.
Năm 2011, SFP cho ra mắt website chính thức http://sfp.org.pl. Đây là cổng thông tin về ngành phim ảnh lớn trên cả nước và là một trong số những nguồn cung cấp kiến thức phim ảnh quan trọng nhất ở Ba Lan. Trên website cũng cập nhật số liệu phòng vé phim đi kèm với bình luận hàng tuần.
Năm 2017, SFP khai trương trụ sở riêng tại số 85 phố Pańska, thành phố Warsaw.
Tính tới nay, SFP có khoảng 1,800 thành viên, gồm những người tham gia làm phim chuyên nghiệp như đạo diễn, nhà làm phim tài liệu, nhà làm phim hoạt hình, nhà biên tập, nhà biên kịch, nghệ sĩ trang điểm, nhà thiết kế trang phục, nhà thiết kế trường quay, nhà soạn nhạc, đạo diễn và nhà điều hành âm thanh, chuyên gia hiệu ứng đặc biệt, diễn viên đóng thế, diễn viên, người quản lý sản xuất, nhà sản xuất...cũng như các nhà phê bình phim, nhà sử học và nhà báo.

## Hoạt động chính
Phạm vi hoạt động của SFP rất rộng, từ việc bảo vệ các nhà làm phim và những người tham gia hoạt động làm phim thông qua quản lý bản quyền tập thể đến việc quảng bá và phổ biến văn hóa phim ở Ba Lan và nước ngoài. SFP cũng đồng thời sản xuất phim.

### Bảo vệ bản quyền
Vào ngày 29/5/1995, SFP đã nhận được giấy phép quản lý tập thể bản quyền cho các tác phẩm nghe nhìn. Trên cơ sở đó, SFP đã thành lập một bộ phận với tên gọi "Liên minh các tác giả và nhà sản xuất tác phẩm nghe nhìn" (tên tiếng Anh: Union of Audiovisual Authors and Producers, viết tắt là ZAPA). Đây là một trong số những tổ chức đầu tiên trong lĩnh vực quản lý tập thể bản quyền tại Ba Lan và đã đạt chứng chỉ chất lượng ISO. ZAPA đại diện cho các đạo diễn, nhà biên kịch, nhà điều hành hình ảnh, nhà thiết kế, nhà thiết kế trang phục, nhà điều hành âm thanh, biên tập viên và nhà sản xuất các tác phẩm nghe nhìn

### Hỗ trợ sản xuất và phân phối phim
Studio Munk được thành lập năm 2008 và hoạt động trong khuôn khổ của SFP. Mục đích chính của studio là hỗ trợ các nhà làm phim trẻ, đặc biệt những người mới sản xuất phim đầu tay.  Phim do studio sản xuất đã đoạt giải thưởng tại các liên quan phim quan trọng nhất của Ba Lan và cả các liên hoan phim quốc tế. Các tác phẩm do studio sản xuất được đồng tài trợ bởi Viện phim Ba Lan.
SFP cũng tham gia hỗ trợ phân phối phim với trọng tâm nhằm quảng bá nghệ thuật phim ảnh Ba Lan trong nước và quốc tế, đồng thời phổ biến văn hóa phim ảnh trong xã hội.
Kể từ năm 2007, SFP trao giải thưởng riêng cho các thành tựu nghệ thuật trong nhiều lĩnh vực của phim ảnh, bao gồm cho cả giải thưởng cho những lĩnh vực ít được ghi nhận thành quả công việc như kỹ thuật âm thanh, biên viên, thiết kế trường quay, thiết kế trang phục, quản lý sản xuất...

### Cung cấp cơ sở dữ liệu cho những người làm phim
Trong vài năm gần đây, SFP đã đầu tư xây dựng 2 cơ sở dữ liệu công nghệ hiện đại nhằm cải tiến thị trường lao động nghệ thuật và tạo điều kiện cho dịch vụ chuyên nghiệp trong lĩnh vực nghe nhìn. Cơ sở dữ liệu "Diễn viên Ba Lan" là công cụ chọn vai ảo giúp các nhà làm phim chọn diễn viên theo công nghệ mới còn cơ sở dữ liệu  "Nhà làm phim Ba Lan" giúp các nhà làm phim lựa chọn thành viên của đoàn làm phim dựa theo nhiều tiêu chuẩn.

### Tổ chức và tham gia liên quan phim
SFP nằm trong số các nhà tổ chức chính của Liên hoan phim Gdynia và là nhà đồng tổ chức Liên hoan Krakow – liên hoan phim lâu đời nhất tại Ba Lan. Hàng năm, SFP phối hợp với Viện phim Ba Lan trong việc hỗ trợ tổ chức các liên hoan phim Ba Lan tại  Los Angeles, Seattle, Toronto, Houston, Rochester, Vancouver và Austin.
SFP là tổ chức có tiếng trên thế giới và là một trong những hiệp hội phim ảnh dẫn đầu ở khu vực Trung và Đông Âu. SFP là thành viên của các tổ chức nghe nhìn toàn cầu quan trọng như FERA, AIDAA, CISAC, AGICOA, FIPRESCI và CIFEJ.